# 6e Amerikaans Congres
Het 6de Amerikaans Congres was het zesde Congres van de Amerikaanse federale overheid en bestond uit de Amerikaanse Senaat en het Huis van Afgevaardigden. Het congres kwam bijeen van 4 maart 1799 tot en met 3 maart 1801 in Congress Hall in Philadelphia en later in Washington, D.C., tijdens de laatste twee jaren van de ambtstermijn van president John Adams.

## Data van sessies
4 maart 1799 - 3 maart 1801
- 1ste sessie: 2 december 1799 - 14 mei 1800
- 2de sessie: 17 november 1800 - 3 maart 1801

## Belangrijke gebeurtenissen
- 14 december 1799 – Voormalig president George Washington overlijdt op 67-jarige leeftijd aan de gevolgen van een keelontsteking.
- 20 januari 1801 – Minister van Buitenlandse Zaken John Marshall wordt benoemd tot opperrechter van de Verenigde Staten.
- 17 februari 1801 – Het Huis van Afgevaardigden doorbreekt de impasse ontstaan bij de presidentsverkiezingen van 1800 en kiest Thomas Jefferson tot president van de Verenigde Staten.

## Leden van deAmerikaanse Senaat
- (F): Federalisten
- (DR): Democratisch-Republikeinen

#### Connecticut
- James Hillhouse (F)
Uriah Tracy (F)

#### Delaware
- Henry Latimer (F)
Samuel White (F)
- William H. Wells (F)

#### Georgia
- James Gunn (F)
- Abraham Baldwin (DR)

#### Kentucky
- John Brown (DR)
- Humphrey Marshall (F)

#### Maryland
- John Eager Howard (F)
- James Lloyd (F)
William Hindman (F)

#### Massachusetts
- Benjamin Goodhue (F)
Jonathan Mason (F)
- Samuel Dexter (F)
Dwight Foster (F)

#### New Hampshire
- 3: John Langdon (DR)
- 2: Samuel Livermore (F)

#### New Jersey
- 1: James Schureman (F)
Aaron Ogden (F)
- 2: Jonathan Dayton (F)

#### New York
- John Laurance (F)
- John Armstrong (DR)
- James Watson (F)
- Gouverneur Morris (F)

#### North Carolina
- Timothy Bloodworth (DR)
- Jesse Franklin (DR)

#### Pennsylvania
- James Ross (F)
- William Bingham (F)

#### Rhode Island
- Theodore Foster (F)
- Ray Greene (F)

#### South Carolina
- Jacob Read (F)
- Charles Pinckney (DR)

#### Tennessee
- Joseph Anderson (DR)
- William Cocke (DR)

#### Vermont
- Elijah Paine (F)
- Nathaniel Chipman (F)

#### Virginia
- Stevens Mason (DR)
- Wilson Nicholas (DR)

## Leden van hetHuis van Afgevaardigden
- (F): Federalisten
- (DR): Democratisch-Republikeinen

#### Connecticut
- Jonathan Brace (F)
John Cotton Smith (F)
- Samuel W. Dana (F)
- John Davenport (F)
- William Edmond (F)
- Chauncey Goodrich (F)
- Elizur Goodrich (F)
- Roger Griswold (F)

#### Delaware
- James A. Bayard (F)

#### Georgia
- James Jones (F)
- Benjamin Taliaferro (F)

#### Kentucky
- Thomas T. Davis (DR)
- John Fowler (DR)

#### Maryland
- George Dent (F)
- John C. Thomas (F)
- William Craik (F)
- George Baer, Jr. (F)
- Samuel Smith (DR)
- Gabriel Christie (DR)
- Joseph H. Nicholson (DR)
- John Dennis (F)

#### Massachusetts
- Theodore Sedgwick (F)
- William Shepard (F)
- Samuel Lyman (F)
Ebenezer Mattoon (F)
- Dwight Foster (F)
Levi Lincoln (DR)
- Lemuel Williams (F)
- John Reed (F)
- Phanuel Bishop (DR)
- Harrison Gray Otis (F)
- Joseph Bradley Varnum (DR)
- Samuel Sewall (F)
Nathan Read (F)
- Bailey Bartlett (F)
- Silas Lee (F)
- Peleg Wadsworth (F)
- George Thatcher (F)

#### New Hampshire
- Abiel Foster (F)
- Jonathan Freeman (F)
- William Gordon (F)
Samuel Tenney (F)
- James Sheafe (F)

#### New Jersey
- John Condit (DR)
- Aaron Kitchell (DR)
- James Linn (DR)
- James H. Imlay (F)
- Franklin Davenport (F)

#### New York
- Jonathan N. Havens (DR)
John Smith (DR)
- Edward Livingston (DR)
- Philip Van Cortlandt (DR)
- Lucas C. Elmendorf (DR)
- Theodorus Bailey (DR)
- John Bird (F)
- John Thompson (DR)
- Henry Glen (F)
- Jonas Platt (F)
- William Cooper (F)

#### North Carolina
- Joseph Dickson (F)
- Archibald Henderson (F)
- Robert Williams (DR)
- Richard Stanford (DR)
- Nathaniel Macon (DR)
- William H. Hill (F)
- William Barry Grove (F)
- David Stone (DR)
- Willis Alston (DR)
- Richard Dobbs Spaight (DR)

#### Pennsylvania
- Robert Waln (F)
- Michael Leib (DR)
- Richard Thomas (F)
- Robert Brown (DR)
- John Peter G. Muhlenberg (DR)
- Joseph Hiester (DR)
- John A. Hanna (DR)
- John Wilkes Kittera (F)
- Thomas Hartley (F)
John Stewart (DR)
- Andrew Gregg (DR)
- Henry Woods (F)
- John Smilie (DR)
- Albert Gallatin (DR)

#### Rhode Island
- John Brown (F)
- Christopher G. Champlin (F)

#### South Carolina
- Thomas Pinckney (F)
- John Rutledge, Jr. (F)
- Benjamin Huger (F)
- Thomas Sumter (DR)
- Robert Goodloe Harper (F)
- Abraham Nott (F)

#### Tennessee
- William C. C. Claiborne (DR)

#### Vermont
- Matthew Lyon (DR)
- Lewis R. Morris (F)

#### Virginia
- Robert Page (F)
- David Holmes (DR)
- George Jackson (DR)
- Abram Trigg (DR)
- John J. Trigg (DR)
- Matthew Clay (DR)
- John Randolph (DR)
- Samuel Goode (DR)
- Joseph Eggleston (DR)
- Edwin Gray (DR)
- Josiah Parker (F)
- Thomas Evans (F)
- John Marshall (F)
Littleton W. Tazewell (DR)
- Samuel J. Cabell (DR)
- John Dawson (DR)
- Anthony New (DR)
- Levin Powell (F)
- John Nicholas (DR)
- Henry Lee (F)

#### Leden die geen stemrecht hebben
- William Henry Harrison, tot 14 mei 1800
William McMillan, van 24 november 1800- 3 maart 1801